# Felicitat Duce Ripollés
Felicitat Duce Ripollés   (Barcelona, 7 de març de 1909 - Barcelona, 6 de febrer de 2000) va ser una modista referent en l'ensenyament del disseny de moda, creadora del Mètode Feli de patronatge, i fundadora al 1928 de l'Escola de Disseny i Moda Felicitat Duce, més tard escola LCI Barcelona.
Nascuda al barri de Gràcia de Barcelona, va aconseguir una beca per estudiar costura a dotze anys, i va aprendre l'ofici dels millors modistes del moment. Treballant de dependenta va entendre que calia produir en massa perquè les classes populars poguessin vestir com les adinerades que tenien un sastre propi. El 1928 va fundar a Gràcia una innovadora escola taller de moda, amb un mètode propi de patronatge. Va ser pionera en els cursos a distància i com a influenciadora va fer un programa de ràdio parlant de costura o col·laborant amb productores de cinema per fer els vestuaris i va publicar un llibre amb el seu sistema Feli.
Mor a Barcelona el 6 de febrer de 2000 a l'edat de 92 anys.